# Teoria do cérebro trino
A Teoria do cérebro trino foi elaborada em 1970 pelo neurocientista Paul MacLean, apresentada em 1990 no seu livro “The Triune Brain in evolution: Role in paleocerebral functions”, discute o fato de que nós, humanos/primatas, temos o cérebro dividido em três unidades funcionais diferentes.  Cada uma dessas unidades representa um extrato evolutivo do sistema nervoso dos vertebrados.

## Três divisões
Segundo a teoria de MacLean, o cérebro humano/primata seria composto pelo:

### Cérebro reptiliano
O cérebro reptiliano ou cérebro basal, ou ainda, como o chamou MacLean, “R-complex”, é formado apenas pela medula espinhal e pelas porções basais do prosencéfalo. Esse primeiro nível de organização cerebral é capaz apenas de promover reflexos simples, o que ocorre em répteis, por isso o nome;
Conhecido como "cérebro instintivo", tem como característica a sobrevivência, responsável pelas sensações primárias como fome, sede entre outras.

### Cérebro dos mamíferos inferiores
O cérebro dos mamíferos inferiores: ou cérebro emocional, ou “Paleommamalian Brain”, é o segundo nível funcional do sistema nervoso e, além dos componentes do cérebro reptiliano, conta com os núcleos da base do telencéfalo, responsáveis pela motricidade grosseira; pelo Diencéfalo, constituído por Tálamo, Hipotálamo e Epitálamo; pelo Giro do Cíngulo; e pelo hipocampo e parahipocampo. Esses últimos componentes são integrantes do Sistema Límbico, que é responsável por controlar o comportamento emocional dos indivíduos, daí o nome de Cérebro Emocional. Esse nível de organização corresponde ao cérebro da maioria dos mamíferos;

### Cérebro racional
Conhecido também como neocórtex, é compostos pelo córtex telencefálico. Esse por sua vez é dividido em lobos, sendo esses:
- Frontal: o mais derivado dos lobos cerebrais, responsável pelas funções executivas;
- Parietal: responsável pelas sensações gerais;
- Temporal: responsável pela audição e pelo olfato;
- Occipital: responsável pela visão;
- Insular: responsável pelo paladar e gustação.

O cérebro racional é o que diferencia o homem/primata dos demais animais. Segundo Paul MacLean é apenas pela presença do neocórtex que o homem consegue desenvolver o pensamento abstrato e tem capacidade de gerar invenções.